# Svenstrup Godthåb Idrætsforening
Svenstrup Godthåb Idrætsforening eller SGIF er en dansk idrætsforening. Foreningen er en fusion mellem Svenstrup Gymnastikforening og Godthaab Idrætsforening i byerne Svenstrup og Godthåb og tilbyder 11 forskellige idrætsaktiviteter. Klubbens nuværende trøjefarver er grøn og hvid.
Foreningen tilbyder en række almindelige sportsgrene og et fritidstilbud for unge.

## Historie

### Godthaab Idrætsforening
Godthaab IF blev stiftet d. 8. oktober 1936 af Erik Zinck, som var produktionsleder på Godthaab Hammerværk. Klubben fik en fast idrætsplads i foråret 1937, hvorpå der primært blev spillet arrangerede fodboldkampe under JBU. Man fik dog først i 1952 et klubhus på disse baner. I 1967 fik klubben et nyt klubhus, og dette blev brugt frem til fusionen med Svenstrup GF. Klubhuset fra 1967 står stadig, og bliver af og til lånt ud til forskellige festlige arrangementer. Det er dog planlagt, at Godthaab IF's anlæg skal ombygges til beboelsesområde. Godthaab IF havde i mange år en tradition, hvor man spillede en fodboldkamp mod politiet i Aalborg. Godthaab IF spillede i røde trøjer med hvide shorts. Godthaab IF toppede i 1974, med topscorer Ove Larsen og træner Per Tolstrup, klarede klubben oprykning til serie 1.

### Svenstrup Gymnastikforening
Svenstrup GF blev stiftet 4. marts 1907. Aktiviteterne i foreningen var i starten gymnastik og skydning. Fodbold kom ind som ny aktivitet i 1936, efter en anden lokal forening, Svenstrup Boldklub, blev opløst. Man tilmeldte sig JBU's turneringer efter tilføjelsen. Fodboldholdet trænede i 1936 og 1937 på lejede græsmarker, men i 1938 kunne foreningen indvie nyt stadion med 1 bane og klubhus. Svenstrup oplevede i 1950'erne en stor tilgang af indbyggere og dermed også en del nye medlemmer i foreningen. Dette, sammen med pladsproblemer hos klubbens nabo, mejeriet AKAFA, gjorde, at man i starten af 1960'erne flyttede til nye og større baner i den nordlige del af Svenstrup. Gradvist øgedes klubbens idrætsareal, og bestod i 1968 af 4 baner og et nyt klubhus. Klubhuset gennemgik en udvidelse i 1975-1976 og blev brugt indtil 2009, hvor man flyttede til de nye baner og lokaler ved Højvanghallen i Svenstrup. Klubhuset er nu ombygget til børnehave.

### Fælles
De 2 foreningers fodboldafdelinger fusionerede i 2004. Navnet for fodboldholdet skiftede til Svenstrup Godthåb Fodbold, dermed blev forkortelsen, SGF, for holdet ikke ændret, derfor kunne man beholde spillerdragter og logo fra Svenstrup GF. I 2008 besluttede man at fusionere alle dele af Svenstrup GF med Godthåb IF, og skifte til det nye navn, Svenstrup Godthåb Idrætsforening. Foreningen fik nye lokaler i Svenstrup i 2009. Her flyttede man fra banerne fra 1960'erne i den nordlige del af Svenstrup, til nye baner ved Højvanghallen i det vestlige Svenstrup. Højvanghallen blev desuden udvidet mod Vest med ekstra omklædningsrum, kantine og en terrasse, hvorfra man kan kigge ud over opvisningsbanen.

## Aktiv Fritid
Aktiv Fritid er et fritidstilbud for unge i alderen 10-17 år. Aktiv Fritid giver mulighed for, at de deltagende kan få lektiehjælp, dyrke varierende idrætsaktiviteter og få sund kost. Tilbuddet var i starten kun åbent for unge, som dyrkede håndbold i foreningen, men blev så stor en succes, at man valgte at gøre det åbent for alle.

## Floorball
Foreningens floorballhold hedder Svenstrup Dolphins GF og blev stiftet 22. juli 2004. I sæsonen 08/09 har klubben 2 herrehold, 4 ungdomshold, 1 damehold samt 1 old-boys-hold. Dette gør klubben til en af Nordjyllands største floorballklubber.

## Fodbold
Der blev etableret fodbold i både Svenstrup GF og Godthaab IF i 1936. Fodboldafdelingerne blev slået sammen et år før de øvrige aktiviteter i Svenstrup GF og Godthaab IF. Klubben havde pr. 2011 250 medlemmer i herre ungdom-afdelingen, 149 medlemmer i herre senior-afdelingen, 135 medlemmer i dame ungdom-afdelingen og 23 spillere i dame senior-afdelingen, i alt 557 medlemmer.
SGIF's bedst placerede herrehold ligger i JBU's Serie 1.
De to klubber har til sammen opfostret 4 senere professionelle AaB-spillere. Den ene, Malthe Guldager, spillede som ung fodbold i det daværende Svenstrup GF, mens Lars Thomsen og Thomas Jensen som ung spillede i det daværende Godthaab IF. Den seneste, Nicklas Helenius Jensen, har som ung spillet i både Godthaab IF og Svenstrup GF, før de blev slået sammen.
Kvindeafdelingen i Godthaab IF har derudover haft Helle Jensen i klubben, der senere blev anfører på det danske kvindelandshold i fodbold.
Klubben er vært for DBUs fodboldskole en uge om året. I 2015 havde fodboldskolen 128 deltagere, mens der i 2023 er 192 deltagere på årets fodboldskole.